# Gargela subpurella
Gargela subpurella là một loài bướm đêm trong họ Crambidae.